# 瓮溪镇
瓮溪镇，是中华人民共和国贵州省铜仁市思南县下辖的一个乡镇级行政单位。

## 行政区划
瓮溪镇下辖以下地区：
瓮溪社区、民山村、长征村、桅杆村、河坝村、安塘村、司都坝村、余林村、上坝田村、大林村、山峰村、大寨村、竹山村、联盟村、三星村、杉树坡村、汤家坝村、富家寨村、草坝村、大塘村、场井村、盛家嘴村、老店子村和黄坪村。